# Bao (juego)

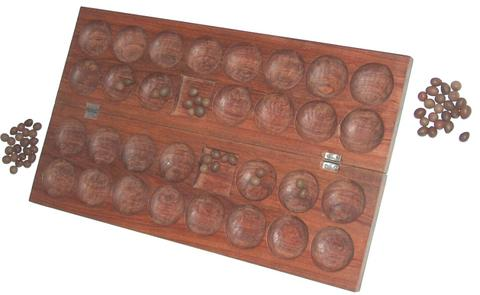
Tablero de Bao de Tanzania.

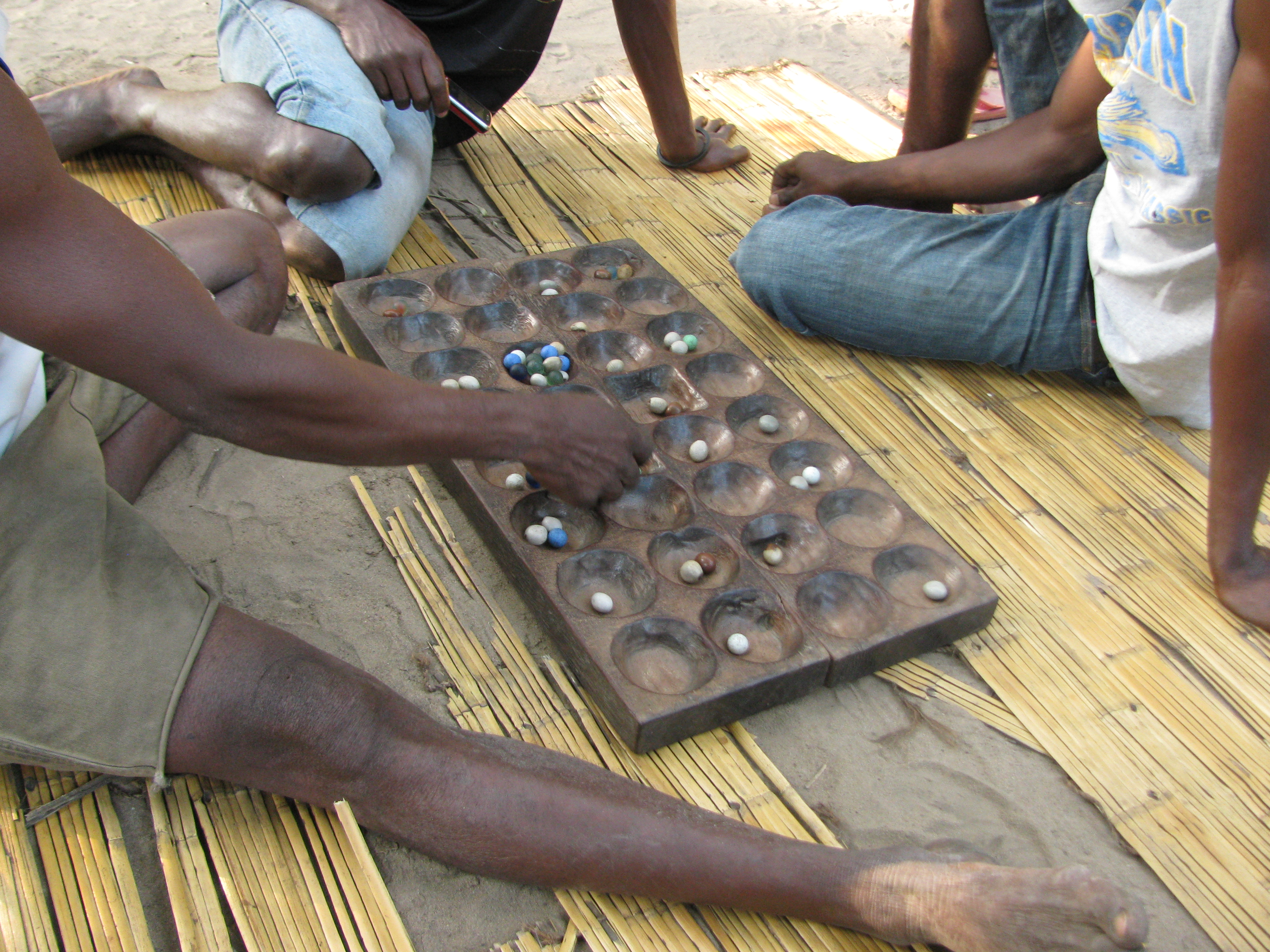
Partida de bao en Tanzania.

Bao (nombrado Bao en Tanzania, Bawo en Malaui); es un juego de mesa, que se caracteriza por ser una de las versiones más complejas de mancala. Utiliza un tablero de 8x4 y 64 semillas, con dos semillas por cada agujero jugable.

## Juego
El objeto del juego es vaciar la línea delantera del oponente o dejarle sin movimientos legales mientras se protege la línea delantera propia.
Hay diversas variaciones en la forma de preparar el juego, sin embargo las reglas del mismo son iguales para todas las variantes.